# 巴勒斯坦—越南關係
巴勒斯坦－越南關係，是指巴勒斯坦與越南社會主義共和國兩國之間的關係。兩國之間的關係相對友善，而越南與巴勒斯坦解放組織建立了密切的關係，越南也是最早承認巴勒斯坦國的國家之一。

## 歷史
在1968年越戰最激烈的時期，越南民主共和國（北越）在共產主義革命家胡志明的領導下與巴勒斯坦解放組織建立了外交關係。1976年，巴勒斯坦解放組織特派團在越南首都河內成立，後來於1982年升格為大使館。在巴勒斯坦獨立宣言宣布後，越南隨即於1988年11月19日承認巴勒斯坦。巴勒斯坦領導人亞西爾·阿拉法特訪問越南已超過10次，而最後一次是在1988年8月。
在2008年至2009年加沙戰爭期間，越南譴責「對平民的所有濫殺濫傷」，並敦促雙方尋求和平解決衝突的辦法。時越南副外相敦促以色列停止過度使用武力，結束軍事行動，立即從加沙撤軍。越南當局又呼籲以色列應立即解除對加沙的封鎖，並允許人道主義工作人員進入加沙。
在2010年5月31日發生的加沙船队冲突後，越南隨即取消了以色列總統西蒙·佩雷斯的原定訪問。在2014年以色列與加沙的衝突中，越南外交部發言人表示強烈關切暴力升級，並敦促有關方面停止開火，恢復談判，盡快為該地區帶來和平和穩定。
2018年5月14日，美國駐以色列大使館從特拉維夫遷至耶路撒冷，在國際社會上引起了爭議。期間越南外交部否認越南方面有派任何代表參加該活動，以回應某些媒體報導越南是參加開幕式的32個國家之一的說法。